# Montecchio Emilia
Montecchio Emilia – miejscowość i gmina we Włoszech, w regionie Emilia-Romania, w prowincji Reggio Emilia.
Według danych na rok 2004 gminę zamieszkiwało 8738 osób, 364,1 os./km².